# Johann Klier
Johann Klier, född 15 juli 1901 i Stadtsteinach, död 18 februari 1955 i Frankfurt am Main, var en tysk SS-Unterscharführer, till yrket bagare. Han var delaktig i Nazitysklands så kallade eutanasiprogram Aktion T4 samt Operation Reinhard, förintelsen av Generalguvernementets judiska befolkning.
Klier var i förintelselägret Sobibór ansvarig för lägrets bageri. Han hade även i uppgift att tillvarata offrens skor. År 1950 ställdes Klier och Hubert Gomerski inför rätta; Klier frikändes, medan Gomerski dömdes till livstids fängelse. Enligt vittnesbörd från överlevande hade Klier försökt muntra upp fångarna och givit dem extra brödransoner.